# Boldklubben Marienlyst
 Der er for få eller ingen kildehenvisninger i denne artikel, hvilket er et problem. Du kan hjælpe ved at angive troværdige kilder til de påstande, som fremføres i artiklen.

Boldklubben Marienlyst er en dansk fodboldklub i Odense på Fyn, som holder til i og omkring Marienlystcentret i den nordlige del af Odense.
Boldklubben Marienlysts førstehold i fodbold vandt 2. division Vest i sæsonen 2012-13, og rykkede op i 1. division. Dog rykkede de efter sæsonen var færdig, ned til Division Vest igen, efter en forfærdelig sæson som sluttede med en 12 plads, 26 nederlag, 3 uagjorte samt sølle 4 sejre. Klubben har endvidere vundet seks Danmarksmesterskaber i volleyball for herrer.

## Historie
Klubben blev stiftet i 1922, og den er dermed Odenses femteældste stadigt eksisterende fodboldklub (efter Odense Boldklub, B 1909, B 1913 og Odense KFUM). Grundlæggerne var fodboldspillende drenge fra Marienlystgade (nu Marienlystvej) og omkringliggende gader, og de opkaldte klubben efter gaden i Skibhuskvarteret. Klubben blev på grund af den gunstige geografiske placering i et børne- og ungdomsrigt vækstområde hurtigt en af Fyns førende.
I 1943 blev bordtennis optaget på klubbens program, men aktiviteten ophørte igen i 1990'erne på grund af manglende interesse.
Klubhuset på Sandhusvej blev indviet i 1952. Dengang var det usædvanligt at serieklubber havde deres eget klubhus, men finansieringen til byggeriet kom bl.a. fra et tipsselskab, der blev drevet fra formandens lejlighed, og frivillige medlemmer svingede selv værktøjet ved opførelse af klubhuset.
I 1970'erne opførtes Marienlystcentret med to idrætshaller, klublokaler, selskabslokaler og syv fodboldbaner, og det blev klubbens nye hjem efter åbningen i 1976, hvor klubben også blev udvidet med en volleyball-, en badminton- og en håndboldafdeling.

## Fodbold
Fodboldafdelingens største triumfer stammer fra 1930'erne, da holdet vandt FBU's Pokalturnering i 1929, 1931 og 1933, og i en enkelt sæson spillede holdet i landets næstbedste række (Oprykningsserien).
I sommeren 2011 vandt Marienlyst Danmarksserien og rykkede op i 2. division Vest. I den første sæson blev holdet nummer seks med 12 sejre i 30 kampe. I den efterfølgende sæson spillede holdet over forventning, og allerede to spillerunder for afslutningen havde Marienlyst sikret sig et forspring på syv point til rækkens nummer to, Aarhus Fremad, og havde sikret sig oprykning til 1. division for første gang i klubbens historie.

## Volleyball
Klubben var oprindeligt en "ren" fodboldklub, men senere fik den også andre sportsgrene på programmet. Volleyballafdelingen blev oprettet i 1976.
Både Marienlysts herre- og damehold i volleyball opnåede sæsoner i den bedste danske volleyballrække i begyndelsen af 1980'erne, men siden dalede interessen for idrætsgrenen markant og holdene rykkede ned gennem rækkerne. Ført i slutningen af 1990'erne blev skuden vendt, og i 2001 rykkede klubbens bedste herrehold op i Elitedivisionen. Danmarksturneringen i volleyball 2003-04 vandt klubben DM-medaljer for første gang nogensinde, da herreholdet sikrede sig sølv efter nederlag på 0-2 i kampe i finalen mod SK Århus.
I 2005 satte holdet kronen på værket og sikrede sig Danmarksmesterskabet for første gang. I finalen fik Marienlyst revanche for finalenederlaget året før og besejrede SK Århus med 2-0 i kampe. Triumfen blev gentaget året efter: Marienlyst vandt DM-guld igen, og i finalen blev Middelfart Volleyballklub besejret med 2-0 i kampe.
I 2008 vendte Marienlyst tilbage til rollen som vinder af DM, da Aalborg HIK blev besejret med 2-0 i finalekampene. Og i 2009 vandt klubben sit fjerde DM i løbet af fem sæsoner, da titlen blev hjemført ved igen at finalebesejre Aalborg HIK med 2-0 i kampe.
Klubben har vundet ni Danmarksmesterskaber i volleyball for herrer: i 2005, 2006, 2008, 2009, 2010, 2011, 2013, 2014 og 2017 samt det nordiske mesterskab for klubhold i 2009, 2010 og 2012.